# منزل أينشتاين (في برن)
منزل أينشتاين هو متحف ومقر إقامة سابق لألبرت أينشتاين. يقع في كرامجاسي رقم 49 في برن، سويسرا. شقة في الطابق الثاني من المنزل كان يشغلها أينشتاين وزوجته ميلفا ماريك وابنهما هانز أينشتاين من عام 1903 إلى عام 1905. أوراق السنة المعجزة، التي قدمت نظرية النسبية لأينشتاين وساهمت بشكل كبير في تأسيس الفيزياء الحديثة، كُتبت هنا ونشرت في مجلة حوليات الفيزياء. خلال هذا الوقت عمل أينشتاين في المعهد الفيدرالي للملكية الفكرية.
تظهر الظروف المعيشية لأينشتاين وعائلته بدقة في الشقة بالطابق الثاني مع أثاث من ذلك الوقت. يتم تقديم سيرة أينشتاين وأعمال حياته في الطابق الثالث.
يوجد معرض دائم أصغر في متحف بيرن التاريخي.